# ミギとダリ
『ミギとダリ』は、佐野菜見による日本の漫画作品。『ハルタ』（KADOKAWA）にて、Vol.46からVol.89まで連載された。
1990年の神戸市を舞台に、双子の美少年ミギとダリが養子となった家で起きるサスペンスと、常識や俗世間に疎い2人が巻き起こすシュールギャグが混然一体となった漫画。作者の佐野菜見が2023年8月に急逝した後、同年10月から12月までテレビアニメが放送された。

## あらすじ
1990年2月、アメリカ郊外を模した神戸市北区のニュータウン、オリゴン村。子供のいない老夫婦の園山夫妻は、多くの孤児が過ごす養護施設の中から“秘鳥”と言う金髪の美少年を養子に迎える。しかし秘鳥の正体は「ミギ」と「ダリ」と言う双子の少年であり、引き取られた園山家の中で巧妙に入れ替わりながら、2人で1人の人物を演じていた。双子の目的は、園山家が居を構えるオリゴン村にいるはずの、実母を殺した犯人を探し出し復讐することだった。

## 登場人物
声の項はアニメの担当声優。

### 園山家
ミギとダリ / 園山秘鳥（そのやま ひとり）
本作の主人公。1人の人間“秘鳥”として園山家の養子となった双子の兄弟。作中では13歳と称している。物語開始時点から7年前に実母・メトリー（声 - 諸星すみれ）と共にオリゴン村に住んでいた記憶を持つが、その母は村の何者かに殺されたと思っている。母を亡くしてからは養護施設で暮らしていた。真犯人を探すために、オリゴン村の裕福な老夫婦のもとに、1人（分）の孤児を装って養子に迎えられた。
“秘鳥” として素直で愛らしい少年を演じているが、本来の性格は二人とも警戒心が強く疑り深く、養父母を信頼していない。兄弟そろって超人的な身体能力を持つ。
ミギ
声 - 堀江瞬、諸星すみれ（幼少期）
ダリの弟。前髪が向かって右側にある。
ダリとは違い、感情表現が豊かな一面を持ち合わせている。
ダリ
声 - 村瀬歩、諸星すみれ（幼少期）
ミギの兄。前髪が向かって左側にある。
弟想いで物事を冷静に見極める頭脳派だが、兄としてミギの前では強がる時もある。
園山修（そのやま おさむ）
声 - 松山鷹志
「秘鳥」の養父。子供に恵まれないまま年老いたため、妻と相談の上で孤児を1人だけ養子に迎えることにする。
父親像に憧れていたことから秘鳥を実の子のように溺愛して、慕われたいと願っている。
腰が弱く秘鳥を肩車できなかった。
園山洋子（そのやま ようこ）
声 - 三石琴乃
「秘鳥」の養母。夫同様に養子の秘鳥を溺愛している恰幅の良い女性。料理が得意で、若い頃は大変な美女だった。
サーディン
声 - 松山鷹志
園山家の飼い犬。犬の視点から直接見ていることもあり、秘鳥が実は2人の人間、ミギとダリであることを理解しており、秘鳥からは警戒されているが実際には好意的に接している。秘鳥からは「獣」、修からは「サーディン君」と呼ばれている。

### ミギとダリの周りの人物
光山（みつやま）
声 - 斉藤貴美子
通称「みっちゃん」。隣村に住む通いの家政婦。園山家や一条家などオリゴン村の各家庭に家政婦として出入りするゴシップ好きな女性で、洋子とは同世代の友人。
秋山俊平（あきやま しゅんぺい）
声 - 浅沼晋太郎
飛行機や鳥が好きな秘鳥のクラスメート。鳥になりたいと思っており、その方法を模索するも没頭して周りが見えなくなることも。
堤丸太（つつみ まるた）
声 - 武内駿輔
ハイテク機器が好きな秘鳥のクラスメート。甘やかされて育ったため、とにかくわがままで自分勝手。

### 一条家
一条瑛二（いちじょう えいじ）
声 - 河西健吾、飯沼南実（幼い瑛二）
成績優秀、容姿端麗。村人の憧れである一条家の長男。完璧を心掛け、周囲からも模範的な少年として認知されている。
一条怜子（いちじょう れいこ）
声 - 朴璐美
瑛二の母。他人に厳しい完璧主義者。「教育」と称して子供を赤ん坊に扮させる。だが、瑛二からはあまりいい感情を持たれていない。
一条華怜（いちじょう かれん）
声 - 関根明良
瑛二の妹。村一番の美少女だが、他人を遠ざけている。一条家で数少ないまともな人物。

## 書誌情報
- 佐野菜見『ミギとダリ』KADOKAWA〈ハルタコミックス〉、全7巻
  1. 2018年5月15日発売[8][9]、ISBN 978-4-04-734836-3
  2. 2018年9月15日発売[10]、ISBN 978-4-04-735350-3
  3. 2019年8月10日発売[11]、ISBN 978-4-04-735623-8
  4. 2020年2月15日発売[12]、ISBN 978-4-04-736022-8
  5. 2020年10月15日発売[13]、ISBN 978-4-04-736112-6
  6. 2021年7月15日発売[14]、ISBN 978-4-04-736634-3
  7. 2021年12月15日発売[15]、ISBN 978-4-04-736846-0

## テレビアニメ
2023年10月から12月までAT-Xほかにて放送された。放送前に原作者の佐野菜見が急逝。佐野はアニメの監修やアフレコ現場への立ち合いも行っていた。
エンディングアニメでは、佐野が生前描き下ろしたイラストが用いられている。
第13話(最終回)では、光山が佐野への追悼メッセージをフランス語で書くアニメオリジナルの演出で締められた。

### スタッフ
- 原作 - 佐野菜見[16]
- 監督・シリーズ構成・音響監督 - まんきゅう[16]
- 副監督 - 榎本守[16]
- キャラクターデザイン - 西畑あゆみ[16]
- 衣装デザイン - 本多恵美、満若たかよ、藤井望[16]
- プロップデザイン - Color&Smile[16]
- 料理デザイン - レコメンデーション[16]
- 色彩設計 - のぼりはるこ[16]
- 美術監督 - 若林里紗[16]
- 美術設定 - 平義樹弥[16]
- 3D監督 - 小川耕平（CompTown）[16]
- 撮影監督 - 渡辺実花[16]
- 編集 - 後藤正浩[16]
- 音響効果 - 山谷尚人[16]
- 音響制作 - ビットグルーヴプロモーション[16]
- 音楽 - 世武裕子[16]
- 音楽制作 - フライングドッグ[16]
- 音楽プロデューサー - 石川吉元、篠崎稜太
- 企画プロデュース - 加藤貴大
- プロデューサー - 髙梨舞、曹聡、西前朱加、福尾龍也、岡村香名子、松本淳、渕江麻衣子、福井詔雄、佐々木秀太
- アニメーションプロデューサー - 山村賢生
- アニメーション制作 - GEEKTOYS × CompTown[16]
- 製作 - 製作委員会 ビーバーズ（TIME、日活、NetEase Games、AT-X、フライングドッグ、創通、ライブ・ビューイング・ジャパン、ビットグルーヴプロモーション、東映ビデオ）

### 主題歌
「ユウマガドキ」
そらるとりぶによるオープニング主題歌。作詞・作曲・編曲は煮ル果実。
「Skyline」
Nulbarichによるエンディング主題歌。作詞はJeremy QuartusとRyan Octaviano、作曲はJeremy Quartus、編曲はJeremy QuartusとEthan Augustin。

### 各話リスト
| 話数   | サブタイトル                   | 脚本             | 絵コンテ     | 演出                | 作画監督 | 総作画監督                                                           | 初放送日       |
| ------ | ------------------------------ | ---------------- | ------------ | ------------------- | --- | -------------------------------------------------------------------- | -------------- |
| 第1話  | ミギとダリ                     | まんきゅう       | まんきゅう   | 榎本守              | 細田沙織 小林一三 はっとりますみ 松下純子 齋藤雅和 酒井KEI 斉藤千比呂 熊谷香代子 鷲田敏弥                                     | 西畑あゆみ                                                           | 2023年 10月2日 |
| 第2話  | ウェルカムパーティー           | ヤスカワショウゴ | 牧野友映     | 村田尚樹            | 川上俊弘 菊地しゅんすけ 野沢弘樹 三関宏幸 津熊健憲 赤尾良太郎 松下純子 酒井KEI                                                | 鷲田敏弥 川島尚 楠本裕子 西畑あゆみ                                  | 10月9日        |
| 第3話  | ともだちをつくろう             | 福田裕子         | 林直孝       | 飛田剛              | 川上俊弘 菊地しゅんすけ 野沢弘樹 三関宏幸 田中淳次 水谷剛徳 竹本早耶香 臼田美夫 鎌田均 くろは 西川真人 細田沙織 呉晶晶 楊明坤 | 鷲田敏弥 西畑あゆみ                                                  | 10月16日       |
| 第4話  | おりこうさんになろう           | 豊田百香         | 井之川慎太郎 | 井之川慎太郎 榎本守 | 野沢弘樹 三関宏幸 田中淳次 水谷剛徳 飯飼一幸 小林一三 はっとりますみ 服部憲知 楠田悟                                          | 渡辺浩二 西畑あゆみ                                                  | 10月23日       |
| 第5話  | ミジンコの歌                   | まんきゅう       | 加瀬充子     | 馬場竜一 安川央里   | 木村聡志 三関宏幸 川上俊弘 細田沙織 はっとりますみ 片岡英之 輿石暁 安彦守 服部憲知 Debris札幌                                 | 西畑あゆみ                                                           | 10月30日       |
| 第6話  | 誰が親鳥殺したの？             | 福田裕子         | 榎本守       | 馬場竜一 ウヱノ史博 | 木村聡志 飯飼一幸 田中淳次 水谷剛徳 井上不二雄 酒井KEI 宇津木勇 南伸一郎 中村与史子                                           | 三関宏幸 菊地しゅんすけ 西畑あゆみ                                   | 11月6日        |
| 第7話  | おばけじゃなかった             | ヤスカワショウゴ | 玉村仁       | 馬場竜一 北川正人   | 木村聡志 野沢弘樹 竹内一将 津熊健憲 赤尾良太郎 飯飼一幸 宇津木勇 安彦守 松下純子 酒井KEI 片岡英之 松下清志                    | 三関宏幸 菊地しゅんすけ 阿部由佳 西畑あゆみ                          | 11月13日       |
| 第8話  | ふたり≠ひとり                  | 豊田百香         | RoydenB      | 牧野友映            | 荻原みちる 三島千枝 STUDIO MASSKET                                                                                            | 三島千枝                                                             | 11月20日       |
| 第9話  | コロスコロスコロスコロスコロス | 福田裕子         | 牧野友映     | 村田尚樹            | 木村聡志 竹内一将 川上俊弘 飯飼一幸 田中淳次 水谷剛徳 井上不二雄 鷲田敏弥 熊谷香代子 田守優希 津熊健憲 赤尾良太郎 細田沙織    | 川島尚 三関宏幸 菊地しゅんすけ 木村聡志 西畑あゆみ                   | 11月27日       |
| 第10話 | ビーバーズvs一条母             | ヤスカワショウゴ | 林直孝       | 馬場竜一            | 木村聡志 竹内一将 飯飼一幸 田中淳次 水谷剛徳 井上不二雄                                                                       | 川島尚 三関宏幸 菊地しゅんすけ 木村聡志 野沢弘樹 阿部由佳 西畑あゆみ | 12月4日        |
| 第11話 | さかさまの女                   | 豊田百香         | 井之川慎太郎 | 馬場竜一            | 竹内一将 川上俊弘 田中淳次 水谷剛徳 井上不二雄                                                                                | 川島尚 三関宏幸 菊地しゅんすけ 木村聡志 西畑あゆみ                   | 12月11日       |
| 第12話 | ぼくらの復讐                   | 福田裕子         | 金森陽子     | 馬場竜一            | 竹内一将 川上俊弘 田中淳次 水谷剛徳 井上不二雄 野沢弘樹                                                                       | 川島尚 三関宏幸 菊地しゅんすけ 阿部由佳 木村聡志 西畑あゆみ          | 12月18日       |
| 第13話 | ミギとダリ                     | ヤスカワショウゴ | 加瀬充子     | 馬場竜一            | 木村聡志 飯飼一幸 川上俊弘 竹内一将 田中淳次 水谷剛徳 井上不二雄 野沢弘樹 輪和                                                | 川島尚 三関宏幸 菊地しゅんすけ 阿部由佳 木村聡志 西畑あゆみ          | 12月25日       |

### 放送局
| 放送期間                 | 放送時間                     | 放送局     | 対象地域 | 備考                                            |
| ------------------------ | ---------------------------- | ---------- | -------- | ----------------------------------------------- |
| 2023年10月2日 - 12月25日 | 月曜 22:00 - 22:30           | AT-X       | 日本全域 | 製作参加 / CS放送 / 字幕放送 / リピート放送あり |
| 2023年10月3日 - 12月26日 | 火曜 1:35 - 2:05（月曜深夜） | TOKYO MX   | 東京都   |                                                 |
| 2023年10月4日 - 12月27日 | 水曜 1:00 - 1:30（火曜深夜） | BS11       | 日本全域 | BS放送 / 『ANIME+』枠                           |
|                          |                              | サンテレビ | 兵庫県   | 作者の出身地、作品の舞台                        |

インターネットではAmazon Prime Videoにて2023年10月2日より毎週月曜22:00配信。その他の配信サイトでも10月6日より毎週金曜順次配信。

### BD
| 巻 | 発売日        | 収録話         | 規格品番  |
| -- | ------------- | -------------- | --------- |
| 1  | 2024年2月14日 | 第1話 - 第6話  | BSZD08295 |
| 2  | 2024年3月13日 | 第7話 - 第13話 | BSZD08296 |